# XXVI Puchar Gordona Bennetta (balonowy)
XXVI Puchar Gordona Bennetta – zawody balonów wolnych o Puchar Gordona Bennetta zorganizowane 11 września w Liège 1938 roku.

## Historia
Do udziału w zawodach zgłoszono 9 balonów z 4 państw: Polski, Belgii, Francji i Szwajcarii. Niemcy w ramach protestu nie zgłosili udziału w zawodach. Było to związane z protestem i żądaniem powtórzenia zawodów w 1937 roku, po zmuszeniu 3 załóg niemieckich do lądowania przez samoloty Czechosłowacji. Zwycięzca ostatnich zawodów Ernest Demuyter wystartował na nowym balonie, który ze składek publicznych zakupiło Towarzystwo Miłośników Sportu Balonowego "Belgica". Polska zgłosiła udział 3 załóg. Jedna z nich w składzie: Leszek Krzyszkowski i Marian Łańcucki to członkowie Mościckiego Klubu Balonowego.

### Udział Polaków

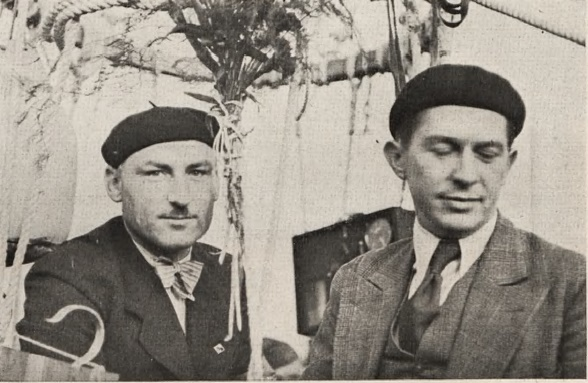
Zwycięzcy zawodów: Antoni Janusz i Franciszek Janik

Polska ekipa dotarła do  Liège 7 września 1938 roku. Na dworcu witała ich Polonia ze sztandarami Związku Kombatantów. 8 września po zwiedzeniu miasta wzięli udział w oficjalnych przyjęciach. W sobotę 10 września rozpoczęto napełnianie balonów i proces ten zakończono następnego dnia w południe.

## Przebieg
Prognozy meteorologiczne w dniu poprzedzającym start zakładały, że balony polecą w kierunku Hiszpanii, tymczasem tylko jeden zawodnik Tilgenkamp posiadał wizę tego państwa. Polacy zakładając zmianę kierunku wiatru wystąpili o wizy ZSRR. W dniu start 11 września wiatr zmienił kierunek i według ostatnich prognoz wiał w kierunku wschodnim "ze skrętem przy ziemi na północ", natomiast w wyższych warstwach wiał w kierunku południowym. Napełnianie balonów rozpoczęto o godzinie dwudziestej 10 września, a zakończono następnego dnia w południe. Start rozpoczęto o godzinie 17 popołudniuw niedzielę 11 września na terenie Wystawy Wody 1939niedaleko Avenue de Centaire. Oglądało go 20 000 widzów. Zawodnicy po raz pierwszy otrzymali szarfy z napisem "Gordon-Bennett", które miały pomóc w identyfikacji.  Jako pierwszy wystartował ubiegłoroczny zwycięzca E. Demuyter, potem balon francuski i  Warszawa II. Polski balon LOPP wystartował jako ostatni. Załoga zabrała ze sobą 70 kg balastu. Już pierwszej nocy zużyła część z powodu "braku inwersji". W poniedziałek wieczorem padał deszcz ze śniegiem. We wtorek nad ranem gdy balon minął granicę rumuńską balast skończył się. Aby dotrwać do wschodu słońca załoga pozbyła się części wyposażenia. Kapitan Janusz wyrzucił nawet klucz do mieszkania. Wylądowała 13 września o 7.20 schodząc z wysokości 6000 metrów. Załoga LOPP dwukrotnie spotkała samolot czeski, ale po sprawdzeniu napisów na balonie piloci oddalali się.

## Uczestnicy
| Zajęte miejsce | Balon                 | Pojemność [m³] | Załoga                                | Kraj       | Czas lotu [h] | Odległość w km | Miejsce lądowania (najbliższe duże miasto) |
| -------------- | --------------------- | -------------- | ------------------------------------- | ---------- | ------------- | -------------- | ------------------------------------------ |
| 1.             | LOPP SP–BCU           | 2310,0         | Antoni Janusz Franciszek Janik        | Polska     | 37:47         | 1692,00        | Bułgaria Wełczewo (Trojan)                 |
| 2.             | S. 11                 |                | Jos. Thonnard A. Vanderschueren       | Belgia     | 33:55         | 1463,00        | Bułgaria (Kosowo)                          |
| 3.             | Warszawa II SP–ANA    | 2204,5         | Leszek Krzyszkowski Marian Łańcucki   | Polska     | 33:33         | 1444,00        | Rumunia                                    |
| 4.             | Maurice Mallet F–AOJY | 2280,0         | Charles Dollfus Pierre Jacquet        | Francja    | 33:25         | 1406,00        | Rumunia                                    |
| 5.             | Polonia II SP–AMY     | 2205,5         | Bronisław Koblański Stanisław Patalan | Polska     | 33:45         | 1369,00        | Rumunia                                    |
| 6.             | Belgica DO–BFM        | 2205,0         | Ernest Demuyter Pierre Hoffmans       | Belgia     | 31:35         | 1336,00        | Rumunia                                    |
| 7.             | Wallon                |                | Philippe Quersin Martial Van Schelle  | Belgia     | 30:00         | 1026,00        | Węgry                                      |
| 8.             | Flandre               |                | Jean M. Combez R. Coez                | Francja    | 23:50         | 905,00         | Czechosłowacja                             |
| 9.             | Zürich III HB–BIA     | 2205,5         | Erich Tilgenkamp Norbert Scheatti     | Szwajcaria | 24:50         | 841,00         | Austria (Raasdorf, Vienna)                 |

## Nagrody
Na nagrody przeznaczono 50 000 franków belgijskich. Pierwsza nagroda wynosiła 25 000 (ok. 5000 zł), druga -10 000, trzecia - 7 500, czwarta - 5 000, piąta - 2 500. Dodatkowo kpt Janusz otrzymał od króla Belgów złoty zegarek, a inż. Janik od zakładów w Lambert kryształowy puchar.

## Zaginięcie balonu
W listopadzie 1938 roku prasa podała wiadomość, że nowy balon Demuytera zaginął na Rusi Podkarpackiej. Belgijski zawodnik wylądował na terenie Rumunii, niedaleko granicy ze Słowacją. Po zwinięciu balon wraz z 60 kg listów dla filatelistów miał być wysłany z Bogumina, a stamtąd do Brukseli. Po 6 tygodniach ani balon, ani przesyłki nie dotarły. Belgijskie poselstwa w Pradze i Bukareszcie rozpoczęły poszukiwania, ale nie przyniosły one rezultatów.  13 listopada 1938 roku krakowski dziennik Czas podał informację, że poczta po upływie 6 tygodni dotarła do Brukseli.     